# Juchnaŭka
Juchnaŭka (belarusiska: Юхнаўка) är en by i Belarus. Den ligger i voblasten Minsks voblast, i den centrala delen av landet, 21 km öster om huvudstaden Minsk. Juchnaŭka ligger 200 meter över havet och antalet invånare är 950.

## Natur och klimat
Terrängen runt Juchnaŭka är huvudsakligen platt. Juchnaŭka ligger nere i en dal. Närmaste större samhälle är Kalodzisjtjy, 6,1 km sydväst om Juchnaŭka.
Omgivningarna runt Juchnaŭka är en mosaik av jordbruksmark och naturlig växtlighet. Runt Juchnaŭka är det ganska glesbefolkat, med 34 invånare per kvadratkilometer.